# Harvest songs
『harvest songs』（ハーヴェスト ソング）は、松たか子の6枚目のオリジナル・アルバム。2003年10月8日発売。

## 概要
前作『home grown』以来、約半年ぶりとなるオリジナル・アルバム。
前作に続き佐橋佳幸がプロデュースを手がけているが、楽曲についてはシングル曲「ほんとの気持ち」を提供した小田和正をはじめとして、片寄明人（GREAT3）、伊藤俊吾（キンモクセイ）、Skoop On Somebodyら、外部作家によるものである。

## 収録曲
特記以外　編曲：佐橋佳幸
1. 26:00  
  - 作詞：ゆきち／作曲：片寄明人
2. 黄昏電車 
  - 作詞・作曲：伊藤俊吾
3. ほんとの気持ち (110 - remix)
  - 作詞・作曲・編曲：小田和正
  - 16thシングルのリミックスバージョン。
4. パンをひとつ 
  - 作詞・作曲：ノラオンナ
5. 夕暮れと嘘 
  - 作詞・作曲：高田みち子
6. 夢のほとりで逢いましょう 
  - 作詞・作曲：Skoop On Somebody
7. Marie 
  - 作詞：柴理恵／作曲：湯川寅彦
8. 四次元トランク 
  - 作詞：ゆきち／作曲：Sin
9. White reply 
  - 作詞・作曲：Akeboshi
10. Welcome back 
  - 作詞：みのり／作曲：marhy